# Samuel Adler
Samuel Adler   (Mannheim, 4 de març de 1928) és un compositor i director d'orquestra alemany-americà. Amb una carrera professional de més de sis dècades, va formar part del professorat de l'Eastman School of Music de la Universitat de Rochester i de la Juilliard School. També va fundar l'Orquestra Simfònica del Setè Exèrcit dels Estats Units, que va participar en les iniciatives de diplomàcia cultural dels Estats Units a Alemanya i a tot Europa després de la Segona Guerra Mundial. Adler va rebre la Creu Federal al Mèrit de 1a classe pel govern federal el 2018.

## Biografia
Adler era fill del cantor de Mannheim Hugo Chaim Adler i la seva dona Selma Rothschild. Després de la Nit dels vidres trencats, el seu pare va ser empresonat al camp de concentració de Dachau i obligat a emigrar. La família va fugir als EUA a finals de 1938, on el seu pare va servir com a cantor al Temple Emanuel de Worcester, Massachusetts.
Samuel Adler va estudiar música a la Universitat de Boston del 1943 al 1947 amb Herbert Fromm i del 1948 al 1950 a la Universitat Harvard, entre d'altres, amb Aaron Copland, Paul Hindemith, Paul Pisk, Walter Piston i Randall Thompson, on va obtenir un màster l'any 1950. Amb Serge Koussevitzky va completar un curs de direcció a Tanglewood el 1949.
El 1950 es va presentar al servei militar i va estar estacionat a Baumholder, al Palatinat, com a part de l'exèrcit d'ocupació a Alemanya. El 1952 va fundar la "Seventh Army Symphony Orchestra" per a l'exèrcit dels Estats Units, que va dirigir en més de 75 concerts a Alemanya i Àustria. El 1953 va renunciar a la direcció de l'orquestra i va passar a ser director musical al "Temple Emanu-El" de Dallas. Allà també va supervisar el "Dallas Lyric Theatre" i el cor. Adler va ensenyar composició a la Facultat de Música de la Universitat del Nord de Texas de 1957 a 1966 i va ocupar la mateixa posició a la "Eastman School of Music" de Rochester (Nova York) fins al 1995. Des de 1997 és professor a la Juilliard School, on va ocupar la càtedra "William Schuman Scholars" el curs 2009/10.
Adler va impartir classes magistrals i seminaris a moltes universitats nacionals i internacionals i va impartir cursos d'estiu als principals festivals de música.
El segon matrimoni d'Adler és amb Emily Freeman-Brown. Amb la seva primera dona, Carol Ellen Adler, de soltera Stalker, va tenir dues filles: Deborah i Naomi Leah.

## Estil de composició
Adler va utilitzar una gran varietat de tècniques compositives diferents en la seva música, incloent la atonalitat lliure, el diatonisme i el serialisme. També va integrar ritmes de ball, temes populars, ostinati i aleatòriques a les seves partitures. També s'ha observat que les composicions d'Adler exemplificant un "modernisme mitjà" caracteritzat per línies musicals contrapuntístiques entrellaçades que formen la base d'un complex harmònic tonal puntejat per episodis àtons tangencials. A més, es diu que la seva música està inspirada en la cantilena litúrgica de la tradició musical jueva així com en influències orientals.

## Treballs
Adler va publicar més de 400 obres musicals, incloent cinc òperes, sis simfonies, vuit quartets de corda, diversos concerts instrumentals, música coral i cançons. Entre els seus estudiants a Juilliard hi havia Eric Ewazen, Dana Wilson, Jay Greenberg i Jason Robert Brown. Va escriure tres grans llibres sobre música: Coral Conducting (1971), Sight Singing (1979) i The Study of Orchestration (1982), així com un gran nombre d'articles de revistes i capítols de llibres.

## Honors
Adler ha rebut nombrosos premis i honors. Va rebre doctorats honoris causa per les Universitats Metodista del Sud i Wake Forest, el St. Mary's College of Notre Dame i el St. Louis Conservatory of Music. El 1984 va rebre una beca Guggenheim i el 1988 va ser Phi Beta Kappa Visiting Scholar. El 2004 va ser Composer in Residence Fellow a l'American Academy de Berlín. Es va convertir en membre de l'Acadèmia Americana de les Arts i les Lletres el maig de 2001 i va ser inclòs al "American Classical Music Hall of Fame" l'octubre de 2008. El maig de 2018, Adler va rebre la Creu Federal del Mèrit a Nova York. El juny de 2018, la sala gran de la Comunitat Jueva de Mannheim es va anomenar Samuel Adler Hall.